# Kasteel van Kapelle

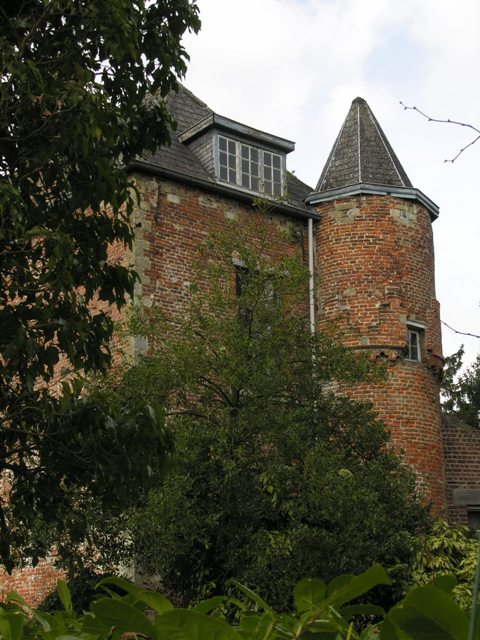
Kastee; van Kapelle

Het Kasteel van Kapelle is een kasteel in de tot de Vlaams-Brabantse gemeente Dilbeek behorende plaats Sint-Ulriks-Kapelle, gelegen aan de Wallenweg 3-5.

## Geschiedenis
Hier zou al eerder een kasteel hebben gestaan en dit zou eigendom zijn geweest van de familie de Bigard. In de 17e eeuw was het bezit van de familie de Fourneau en daarna van de familie Hannosset. Omstreeks 1617 zou het kasteel hersteld zijn. Eind 18e eeuw was er sprake van een U-vormig omgracht complex met daaromheen een lusttuin. In de 19e eeuw werd zeker één vleugel afgebroken en ook de omgrachting verdween. In 1835 werd het verkocht aan Charles Florentius De Coullemont, die ook burgemeester was. In 1842 kwam er een gemeenteschool in het gebouw. Een deel werd later als gemeentehuis gebruikt en in 1871 werd het eigendom gesplitst en verkocht aan particulieren. Eén vleugel werd nog gesloopt en er verschenen bijgebouwen. Wat bleef was een 17e-eeuwse kern van het gebouw.
Opvallend is nog een torentje met een zeshoekig tentdak.